# Screamers: The Hunting
Screamers: The Hunting ist ein Science-Fiction-B-Movie von Regisseur Sheldon Wilson aus dem Jahr 2009 und bildet die Fortsetzung zu Screamers – Tödliche Schreie aus dem Jahre 1995. In den Hauptrollen agieren Gina Holden und Greg Bryk. Die Filmhandlung basiert lose auf der Kurzgeschichte Variante Zwei des Autors Philip K. Dick.
Bei dem Film handelt es sich um eine Direct-to-DVD-Produktion. In Deutschland wurde der Film am 9. April 2009 erstmals veröffentlicht.

## Handlung
Nachdem die als Screamers bekannten Kampfroboter alles menschliche Leben auf dem Planeten Sirius 6B zerstört haben, wird dreizehn Jahre später von dort ein neues Notsignal empfangen. Ein Rettungsteam macht sich auf die Suche nach einer möglichen Kolonie menschlicher Überlebender. Die Rettungskräfte treffen tatsächlich auf überlebende Kolonisten, müssen aber auch feststellen, dass sich die Screamers zu halb menschlichen, halb robotischen Hybriden weiterentwickelt haben und nun eine noch größere Bedrohung als vorher darstellen.

## Kritik
„Bei einem Direct-to-DVD-Sequel wie diesem weiss man eigentlich schon im Vorfeld, was einen erwartet. In der Beziehung wird man nicht enttäuscht. Technisch ist das Sequel angesichts des niedrigen Budgets durchaus gut und kann mit ein paar überzeugenden Effekten aufwarten. Allerdings krankt der Film an der hanebüchenen Story, die man erstens schon mehrere Dutzend Male zuvor gesehen hat und die zweitens am eigentlichen Punkt vorbei geht. Ein ‚Screamers‘-Film sollte weniger auf Monsteraction setzen, sondern vielmehr mit einem Gefühl der Paranoia arbeiten. Doch gerade das wird hier nicht einmal ansatzweise ausgespielt. Ein Versäumnis, wenn man bedenkt, dass Screamers nun menschliche Gestalt annehmen können. Das Finale ist recht vorhersehbar und bereitet den Boden für die nächste Fortsetzung. Die Dialoge sind teils extrem lächerlich, korrelieren aber sehr gut mit irrationalem Verhalten der Figuren. Ach ja, Hauptdarstellerin Gina Holden war auch schon in noch trashigerer Science Fiction aktiv: Sie spielte Dale Arden in der kurzlebigen Flash-Gordon-Serie. Fazit: Killerroboter und viel Action – wer nicht mehr erwartet, ist hier gut bedient.“